# Atropacarus
Atropacarus är ett släkte av kvalster. Atropacarus ingår i familjen Phthiracaridae.

## Dottertaxa tillAtropacarus, i alfabetisk ordning[1]
- Atropacarus absimilis
- Atropacarus antrosus
- Atropacarus bichei
- Atropacarus ciliosus
- Atropacarus clavatus
- Atropacarus clavigerus
- Atropacarus csiszarae
- Atropacarus decipiens
- Atropacarus echinodiscus
- Atropacarus folious
- Atropacarus genavensis
- Atropacarus griseus
- Atropacarus immundus
- Atropacarus inconditus
- Atropacarus inculpatus
- Atropacarus macrosculpturatus
- Atropacarus maculosus
- Atropacarus mirabilis
- Atropacarus multisetosus
- Atropacarus murciensis
- Atropacarus nemorosus
- Atropacarus obesus
- Atropacarus ochraceus
- Atropacarus paraclavatus
- Atropacarus parvulus
- Atropacarus perversus
- Atropacarus phyllophorus
- Atropacarus platakisi
- Atropacarus plumatus
- Atropacarus punctulatus
- Atropacarus serratus
- Atropacarus striculus
- Atropacarus substrictus
- Atropacarus terrapene
- Atropacarus wandae